# Agrón (Ames)
Agrón (llamada oficialmente San Lourenzo de Agrón) es una parroquia española del municipio de Ames, en la provincia de La Coruña, Galicia.

## Otras denominaciones
La parroquia también es conocida por el nombre de San Lorenzo de Agrón o por San Lorenzo de Agron.

## Organización territorial
La parroquia está formada por quince entidades de población:
- Agarea (A Garea)
- Arufe
- Calo
- Ferreiros
- Gasamáns
- Insua
- La Iglesia (A Igrexa)
- Novais
- Galiñeiro (O Galiñeiro)
- Pazo (O Pazo)
- Piñor
- Ponte Maceira (A Ponte Maceira)
- Pontenova (A Ponte Nova)
- Sandar
- Trasmil

## Demografía
| Gráfica de evolución demográfica de Agrón entre 2000 y 2018 |
|                                                             |
| Datos según el nomenclátor publicado por el INE.            |

## Turismo
Su principal atracción está en Ponte Maceira, donde se puede encontrar un bonito paisaje con un puente de piedra antiguo y una casa tipo pazo. Además hay un restaurante con vistas al río y a su cascada artificial y unos molinos restaurados.

## Festividades
Las fiestas de la parroquia son en agosto, los días 10, 11 y 12 y en octubre el segundo fin de semana, el sábado y domingo.